# Даути, Алфи
А́лфи Хе́нри Ха́рман Да́ути (англ. Alfie Henry Harman Doughty; родился 21 декабря 1999, Лондон) — английский футболист, выступающий на позициях крайнего защитника или вингера за клуб «Миллуолл». Воспитанник академии клуба «Чарльтон Атлетик».

## Клубная карьера
Уроженец Лондона, Даути выступал за футбольную академию клуба «Чарльтон Атлетик» с восьмилетнего возраста. 14 августа 2018 года дебютировал в основном составе клуба в матче Кубка Английской футбольной лиги против «Милтон-Кинс Донс».
В октябре 2018 года отправился в аренду в клуб «Кингстониан». В сентябре 2019 года отправился в аренду в «Бромли».
В сезоне 2019/20 пробился в основной состав «Чарльтон Атлетик», сыграв за клуб 30 матчей и забив 2 гола. По итогам сезона он был признан лучшим молодым игроком года в «Чарльтон Атлетик».
22 января 2021 года Даути перешёл в клуб «Сток Сити». 29 января 2022 года отправился в аренду в «Кардифф Сити» до конца сезона 2021/22.
20 июня 2022 года перешёл в клуб «Лутон Таун». В сезоне 2022/23 помог «шляпникам» выйти в плей-офф Чемпионшипа и выиграть его, выйдя в Премьер-лигу. 12 августа 2023 года дебютировал в Премьер-лиге в матче против «Брайтон энд Хоув Альбион».

## Достижения
«Лутон Таун»
- Победитель плей-офф Чемпионшипа: 2023[9]

Личные достижения
- Молодой игрок года в «Чарльтон Атлетик»: 2019/20[4]